# Harlem Township (Stephenson County, Illinois)
Die Harlem Township ist eine von 18 Townships im Stephenson County im Nordwesten des US-amerikanischen Bundesstaates Illinois.

## Geografie
Die Harlem Township liegt Nordwesten von Illinois, rund 20 km südlich der Grenze zu Wisconsin. Der Mississippi, der die Grenze zu Iowa bildet, befindet sich rund 70 km westlich.
Die Harlem Township liegt auf 42°20′15″ nördlicher Breite und 89°41′48″ westlicher Länge und erstreckt sich über 81,58 km², die sich auf 81,32 km² Land- und 0,26 km² Wasserfläche verteilen. Sie wird vom aus Wisconsin kommenden Pecatonica River durchflossen, einem Nebenfluss des Rock River.
Die Harlem Township liegt im nordwestlichen Vorortbereich von Freeport, dem Zentrum der Region. Sie grenzt innerhalb des Stephenson County im Nordwesten an die Waddams Township, im Nordosten an die Buckeye Township, im Osten an die Lancaster Township, im Südosten an die Stadt Freeport, im Süden an die Florence Township, im Südwesten an die Loran Township und im Westen an die Erin Township.

## Verkehr
Durch die Township führt in West-Ost-Richtung der U.S. Highway 20,  der die kürzeste Verbindung von Dubuque in Iowa nach Rockford in Illinois bildet. Da der Highway 20 gleichzeitig die nördliche Umgehungsstraße von Freeport ist, zweigt im Zentrum der Harlem Township die westnordwestliche Einfallstraße der Stadt ab. Die Westgrenze der Township wird von der Illinois State Route 26 gebildet, der nördlichen Ausfallstraße von Freeport. Alle weiteren Straßen sind County Roads und weiter untergeordnete und zum Teil unbefestigte Fahrwege.
Parallel zum U.S. Highway 20 verläuft eine Eisenbahnlinie der Canadian National Railway, die von Chicago nach Westen führt.
Der nächstgelegene Flugplatz ist der rund 15 km südöstlich der Township gelegene Albertus Airport bei Freeport.

## Bevölkerung
Bei der Volkszählung im Jahr 2010 hatte die Township 2275 Einwohner. Die Bevölkerung lebt neben Streubesiedlung größtenteils im Vorortbereich der Stadt Freeport, ohne rechtlich der Stadt zugehörig zu sein.